# Stereophyllum neocaledonicum
Stereophyllum neocaledonicum är en bladmossart som beskrevs av Brotherus och Jean Édouard Gabriel Narcisse Paris 1909. Stereophyllum neocaledonicum ingår i släktet Stereophyllum och familjen Stereophyllaceae. Inga underarter finns listade i Catalogue of Life.